# Ghiacciaio Souchez
Il  Ghiacciaio Souchez  (in lingua inglese: Souchez Glacier) è un ghiacciaio tributario antartico lungo 31 km), che fluisce in direzione sud dal Monte Crockett lungo il fianco orientale della Faulkner Escarpment; di qui piega verso sudest e scorre in senso parallelo al fianco sudoccidentale delle Hays Mountains. Confluisce alla fine nel Ghiacciaio Bartlett, subito a sud del Monte Dietz. È situato nelle Hays Mountains, catena montuosa che fa parte dei Monti della Regina Maud, in Antartide. 
La denominazione fu assegnata dall'Advisory Committee on Antarctic Names (US-ACAN) in onore del belga Roland A. Souchez, che aveva partecipato agli studi geologici presso la Stazione McMurdo durante la stagione 1965-66.